# Arbetet (Åbo)
Arbetet var en radikal vänstertidning som utkom i Åbo 1908–1918, från 1910 utgiven av Finlands svenska arbetarförbund.
Arbetet har karakteriserats som Finlands bästa arbetartidning på 1910-talet. Bland dess medarbetare och redaktörer märks Karl H. Wiik och Axel Åhlström. Upplagan var vanligen 1 500–4 000, ibland inemot 8 000 exemplar. Arbetet var 1909–1912 veckotidning, 1912–1917 tvådagars och slutligen tredagars.